# Salto (departement)

Departementets läge i Uruguay.

Departementets flagga.

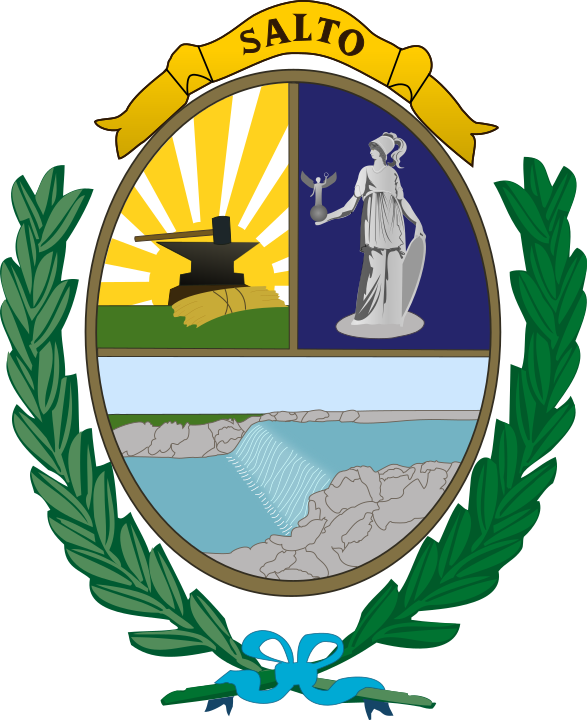
Departementets emblem.

Departementet Salto (Departamento de Salto) är ett av Uruguays 19 departement.

## Geografi
Salto har en yta på cirka 14 163 km² med cirka 123 100 invånare. Befolkningstätheten är 9 invånare/km². Departementet ligger i Región Noroeste (Nordvästra regionen).
Huvudorten är Salto med cirka 93 400 invånare.

## Förvaltning
Departementet förvaltas av en Intendencia Municipal (stadsförvaltning) som leds av en Intendente (intendent), ISO 3166-2-koden är "UY-SA".
Departementet är underdelad i municipios (kommuner).
Salto inrättades den 14 juni 1837 tillsammans med Tacuarembó genom delning av departementet Paysandú.